# Raquel Padilla Ramos
Raquel Padilla Ramos (Hermosillo, 19 de septiembre de 1967-El Sauz de Ures, Sonora, México, 7 de noviembre de 2019) fue una antropóloga, escritora, historiadora, profesora, conferencista y activista de los derechos étnicos del noroeste de México, gracias a sus investigaciones y publicaciones científicas fue vista por el Instituto Nacional de Antropología e Historia (INAH) y la Universidad de Sonora (UNISON) como una de las más importantes de la región. Fue asesinada en 2019 por su pareja sentimental, siendo uno de los casos de feminicidio más publicados en el país ese año.

## Vida personal
Fue la menor de 9 hijos. Hija de Mario Padilla Chacón y María Ramos Robinson Bours. Su padre es un reconocido Doctor en Psiquiatría que aun reside y labora en la ciudad de Hermosillo.

## Educación e historia laboral
Padilla Ramos estudió el último año del bachillerato en la North Hall High School en Gainesville, Georgia, Estados Unidos de 1986 a 1987. Después, se mudó a la ciudad de Mérida para estudiar la licenciatura en Ciencias Antropológicas en la Facultad de Ciencias Antropológicas de la Universidad Autónoma de Yucatán (UADY) con la especialidad de Historia, de esta se graduó en 1991, para obtener su título universitario en febrero de 1993 presentó sus tesis "Yucatán, fin del sueño yaqui". De 1992 a 1993 impartió 8 materias en el extinto Instituto Tecnológico Turístico, en el mismo estado. Desde entonces se dedicó a asistir a múltiples cursos y seminarios sobre arqueología e historia mesoamericana en distintos estados de México y uno en Cuba, así como en 1993 comenzó a impartir algunas asignaturas en la Universidad de Sonora (UNISON). Ese mismo año pero en septiembre fue admitida en el Instituto Nacional de Antropología e Historia (INAH) como profesora Investigadora Asociada tipo "A". De febrero a junio de 2001 formó parte de la docencia de la UADY a cargo de una sola clase.
En febrero de 2002 culminó una maestría en Ciencias Antropológicas enfocada en la etnohistoria, también en la Facultad de Ciencias Antropológicas de la Universidad Autónoma de Yucatán, presentando su tesis "Progreso y Libertad: Los yaquis en la víspera de la repatriación". El 17 de octubre de 2003 presentó un examen para recibir un cambio en la categoría que poseía en el INAH, logrando ser Profesora Investigadora Titular tipo "C". En septiembre de 2009 impartía clases en la Universidad Kino (UNIKINO) en la ciudad de Hermosillo con 3 asignaturas. El 15 de octubre de ese año terminó un doctorado en Estudios Mesoamericanos en la Facultad de Humanidades de la Universidad de Hamburgo (Alemania), presentando su tesis: "Los partes fragmentados: Narrativas de la guerra y la deportación yaqui"
En 2010 dejó la UNIKINO. En 2011 fue nombrada miembro del registro del Consejo Nacional de Ciencia y Tecnología de Evaluadores Acreditados en el área de Humanidades y Ciencias de la Conducta. en 2013 inició como profesora en la Universidad Unilíder, ubicada también en Hermosillo, y en 2014 se movió a Austin, Estados Unidos, para enseñar la materia Yaqui History and Culture en la Universidad de Texas.
Desde 1994 hasta 2018 impartió más de 14 cursos, talleres y diplomados, todos enfocados en la investigación de la historia sonorense, el arte de la cultura yaqui y la conservación de monumentos históricos del estado de Sonora.
Fue conferencista en varias ponencias de sus propias investigaciones y otras publicaciones desde 1982 hasta marzo de 2019, presentándose dentro de México como en Sonora, Coahuila, San Luis Potosí, Yucatán, Campeche, Veracruz, Ciudad de México, Chiapas, Sinaloa, Quintana Roo, Michoacán, Querétaro, Baja California, Baja California Sur, Oaxaca, Puebla, Nuevo León, Chihuahua, Estado de México y Guanajuato, también en el extranjero como en Santiago, Chile; Córdoba, Santa Rosa y Buenos Aires, Argentina; York, Inglaterra; Camberra, Australia; Granada, España; Austin, El Paso y Chicago, Estados Unidos y San Juan, Puerto Rico.

## Muerte
Raquel Padilla falleció el 7 de noviembre de 2019 en la localidad de El Sauz de Ures, en la zona del rancho La Loretana, cerca de Hermosillo, lugar donde también tenía una residencia. Padilla fue asesinada por su pareja sentimental después de ser herida por un arma blanca, su pareja fue detenido de inmediato por la Policía Municipal de Ures y la Fiscalía General de Justicia del Estado de Sonora, inicialmente dado a conocer como Juan Armando N., pero después declarado oficialmente como Juan Armando Rodríguez Castro de 53 años de edad. El asesino también presentó heridas por la misma arma en su cuerpo por lo que fue médicamente atendido al momento de su detención. En el lugar se encontraba también un menor de edad, hijo de Raquel quien intentó reanimarla y al no lograrlo salió a buscar ayuda.
Juan Armando fue sentenciado 5 días después a 45 años de cárcel, con una multa de 61 mil 608 pesos y un pago de 82 mil 144 pesos para la reparación del daño moral y material. El suceso se catalogó como un feminicidio ya que en las investigaciones se esclareció que las razones del homicidio fueron celos y razones de género. Todo esto impactó las redes sociales y medios estatales, así como organizaciones y clubes de historia. Posterior a su muerte, en los días siguientes se realizaron múltiples homenajes en distintos lugares donde estudió y laboró.
En el 2020 el INAH presentó el Observatorio de Museos "Raquel Padilla Ramos", con el objetivo de fomentar la erradicación de la violencia de género desde el ámbito cultural y museal. Este proyecto, busca transformar la representación de las mujeres en los museos de México a través de diagnósticos, actividades educativas y de visibilización. Con tres líneas principales de acción (diagnósticos, Museos Violetas y Museos Naranjas), el observatorio trabaja para promover una cultura libre de violencia hacia las mujeres.

## Libros publicados
- 1995: Yucatán, fin del sueño yaqui.
- 2006: Progreso y Libertad: Los Yaquis en la Víspera de la Repatriación.
- 2007: Misiones del Noroeste de México, origen y destino.
- 2009: Conflicto y armonía. Etnias y poder civil, militar y religioso en Sonora.
- 2010: Religión, nación y territorio en los imaginarios sociales indígenas de Sonora 1767-1940.
- 2011: Misiones del Noroeste de México, origen y destino 2006.
- 2011: Misiones del Noroeste de México, origen y destino 2007.
- 2011: Coronel J. Cruz Gálvez. Un internado para la historia de México.
- 2011: Los irredentos parias. Los yaquis, Madero y Pino Suárez en las elecciones de Yucatán, 1911.
- 2012: Misiones del Noroeste de México, origen y destino 2008.
- 2012: Misiones del Noroeste de México, origen y destino 2009.
- 2013: Misiones del Noroeste de México, origen y destino 2011.
- 2015: Misiones del Noroeste de México, origen y destino 2013.
- 2017: La institución significada: los pueblos indígenas en la Sonora colonial y republicana.
- 2017: Misiones del Noroeste de México, origen y destino 2015.[3][10]
- 2018: Los Partes Fragmentados. Narrativas de la guerra y la deportación yaquis.
- 2022: Mujeres indígenas, emisarias de dios y del hombre. Significaciones imaginario-sociales en torno a las mujeres cahitas del noroeste de México.

## Reconocimientos y logros
En 2014 recibió el premio Internacional LLILAS Lozano Long Visiting Professorship por su año como docente en la Universidad de Texas en Austin.
En mayo de 2014 fue nombrada Jurado del premio a la Trayectoria y al Mérito Académico 2014, por la Universidad de Sonora, en Hermosillo.
El 27 de octubre de 2015, su sitio Irredentos Parias recibió un reconocimiento en un evento de 20 años de periodismo especializado en Altruismo, por la Fundación para la promoción del Altruismo IAP del Club de Periodistas de México.
En 2018 se le otorgó el Premio Internacional de la Fundación Carolina, para la estancia de investigación en la Universidad de Salamanca, España.